# Haagse bluf
Haagse bluf is een Nederlands nagerecht, naar eenvoudig recept. Het bestaat uit stijf opgeklopt eiwit met suiker en bessensap, meestal van rode bessen. De naam is een verwijzing naar het air dat de bewoners van Den Haag zouden aannemen. Het lijkt heel wat, maar in feite is het grotendeels lucht.

## Winkelcentrum in Den Haag
Een klein winkelcentrum uit ca. 2000 in de Haagse binnenstad, met nagebouwde oude gevels, is naar dit nagerecht vernoemd: de Haagsche Bluf.

## Televisieprogramma 1980-1985
Haagse bluf was ook een politiek actualiteitenprogramma, uitgezonden door de VARA-televisie in de jaren 1980-1985. Presentatoren waren onder anderen Henk van Hoorn, Marjolijn Uitzinger en Marcel van Dam.